# Duilio del Prete

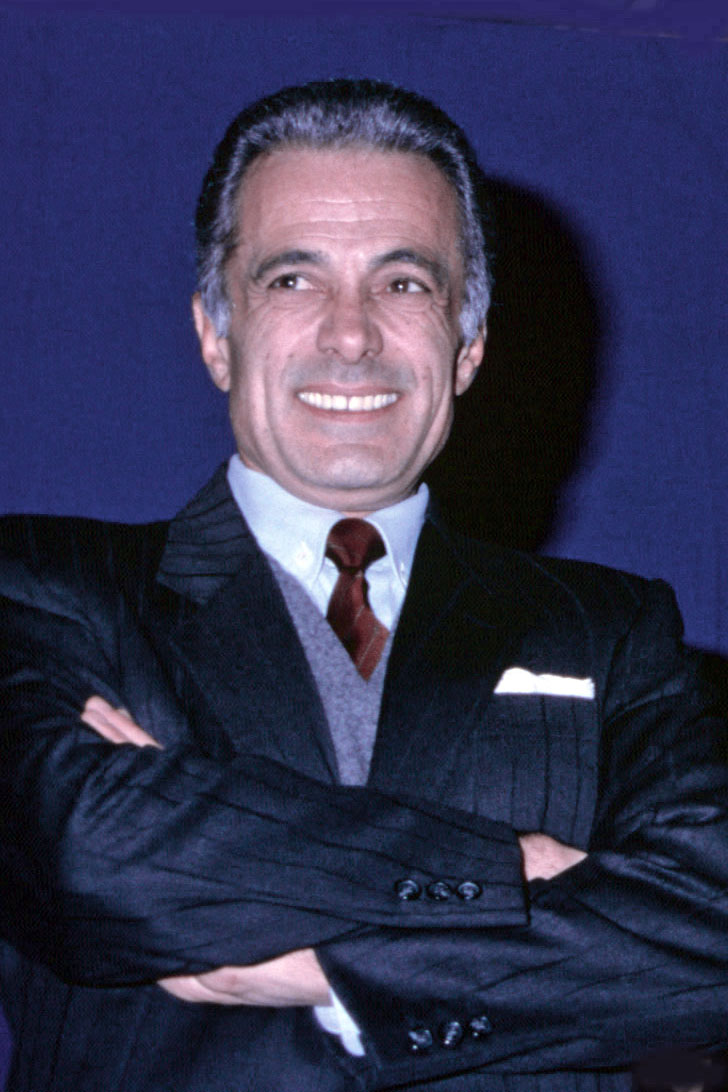
Duilio del Prete (1983)

Duilio del Prete (* 25. Juni 1938 in Cuneo; † 2. Februar 1998 in Rom) war ein italienischer Schauspieler und Sänger.

## Leben
Der Italiener wurde nach Nebenrollen (als Bruno neben Lee van Cleef in Himmelfahrtskommando El Alamein, als Oreste neben Dustin Hoffman in Pietro Germis Alfredo, Alfredo) Anfang der 1970er Jahre im internationalen Kino bekannt, so als Felipe neben Richard Burton, Alain Delon und Romy Schneider in Joseph Loseys Das Mädchen und der Mörder. In der Rolle des "Latin Lovers" war er Mitte der 1970er-Jahre der Partner Cybill Shepherds in zwei amerikanischen Filmen von Peter Bogdanovich, nämlich Daisy Miller und At Long Last Love. Beide Filme erhielten allerdings schlechte Kritiken erfuhren und etablierten ihn nicht dauerhaft in Hollywood.
In Italien folgten u. a. Polizia incrimina la legge assolve (Tote Zeugen singen nicht) (mit Franco Nero), La Monache di Sant'Arcangelo (Die Nonne von Verona) (mit Ornella Muti), Divina Creatura (Ein göttliches Geschöpf) (mit Laura Antonelli) und Damiano Damianis Il Sorriso del grande tentatore (Verbannt) mit Glenda Jackson. Zu seinen schönsten Leistungen in den 70er Jahren zählen der der impotente Marcello in Eriprando Viscontis Una spirale di nebbia (mit Claude Jade) und der Necchi in Mario Monicellis Amici mei (Ein irres Klassentreffen) (mit Philippe Noiret und Ugo Tognazzi).
In den 80er Jahren trat er in Komödien wie Ein pikantes Geschenk als Umberto, auserwählter Flirt Claudia Cardinales, Thrillern wie Mystère neben Carole Bouquet und Dramen wie Sergio Corbuccis Bandellis Alibi auf. In den 90er Jahren unternahm  Duilio del Prete mit Lucio Fulcis Voices from the Deep einen Ausflug ins Horror-Genre. Seine letzte Filmrolle spielte er 1997 in Auguri professore.

## Filmografie (Auswahl)
- 1968: Himmelfahrtskommando El Alamein (Commando)
- 1972: Alfredo, Alfredo (Alfredo, Alfredo)
- 1973: Tödlicher Irrtum (Rappresaglia)
- 1973: Blutrausch (Squadra volante uccideteli… senza ragione)
- 1973: Tote Zeugen singen nicht (La polizia incrimina, la legge assolve)
- 1973: Verbannt (Il sorriso del grande tentatore)
- 1974: Sesso Matto – Niemand ist vollkommen (Sessomatto)
- 1974: Daisy Miller
- 1975: At Long Last Love
- 1975: Ein göttliches Geschöpf (Divina creatura)
- 1975: Ein irres Klassentreffen (Amici miei)
- 1975: Operation mißlungen – Patient lebt (L'infermiera)
- 1977: Una spirale di nebbia
- 1982: Ein pikantes Geschenk (Le cadeau)
- 1983: Mystère (Mistero)
- 1989: Ti ho incontrato domani
- 1990: Panama Sugar